# Identitetsteorin
Identitetsteorin (av latin idem, den samme) är en modern materialistisk filosofisk teori inom medvetandefilosofin som säger att ett visst mentalt tillstånd har exakt ett bestående motsvarande hjärntillstånd.
Identitetsteorin, som är en teori om förhållandet mellan medvetandet och kroppen, försöker lösa några av de teoretiska problem som behaviourismen medför. Teorin handlar dels om orsaksförhållandet mellan medvetandetillstånd och yttre beteende, dels om att det finns ett exakt identitetsförhållande mellan mentala tillstånd och tillstånd i centrala nervsystemet; varje mentalt tillstånd har ett bestämt motsvarande tillstånd i centrala nervsystemet.
Identitetsteorin betraktar och postulerar medvetande som den inre orsaken till beteende, och därmed är det enligt teorin analytiskt sant (sant i kraft av vad en analys av begreppen ger för resultat) att medvetandetillstånd är de inre orsakerna till människors beteende. 
Identitetsteorin är framförd av bland andra de australienskiska filosoferna Armstrong och Smart.